# Mohamed mohéli király
Mohamed (Fomboni, Mohéli, 1859 körül – Fomboni, Mohéli, 1874) vagy teljesebb néven: Mohamed bin Szaidi Hamadi Makadara, zanzibári és ománi herceg, Mohéli (comorei nyelven Mwali) szultánja/királya a Comore-szigetek egyik szigetén. A madagaszkári eredetű Imerina-dinasztia tagja. Szalima Masamba királynő bátyja, I. Ranavalona és III. Ranavalona madagaszkári királynők, valamint  Szaid ománi és zanzibári szultán rokona. 

## Származása

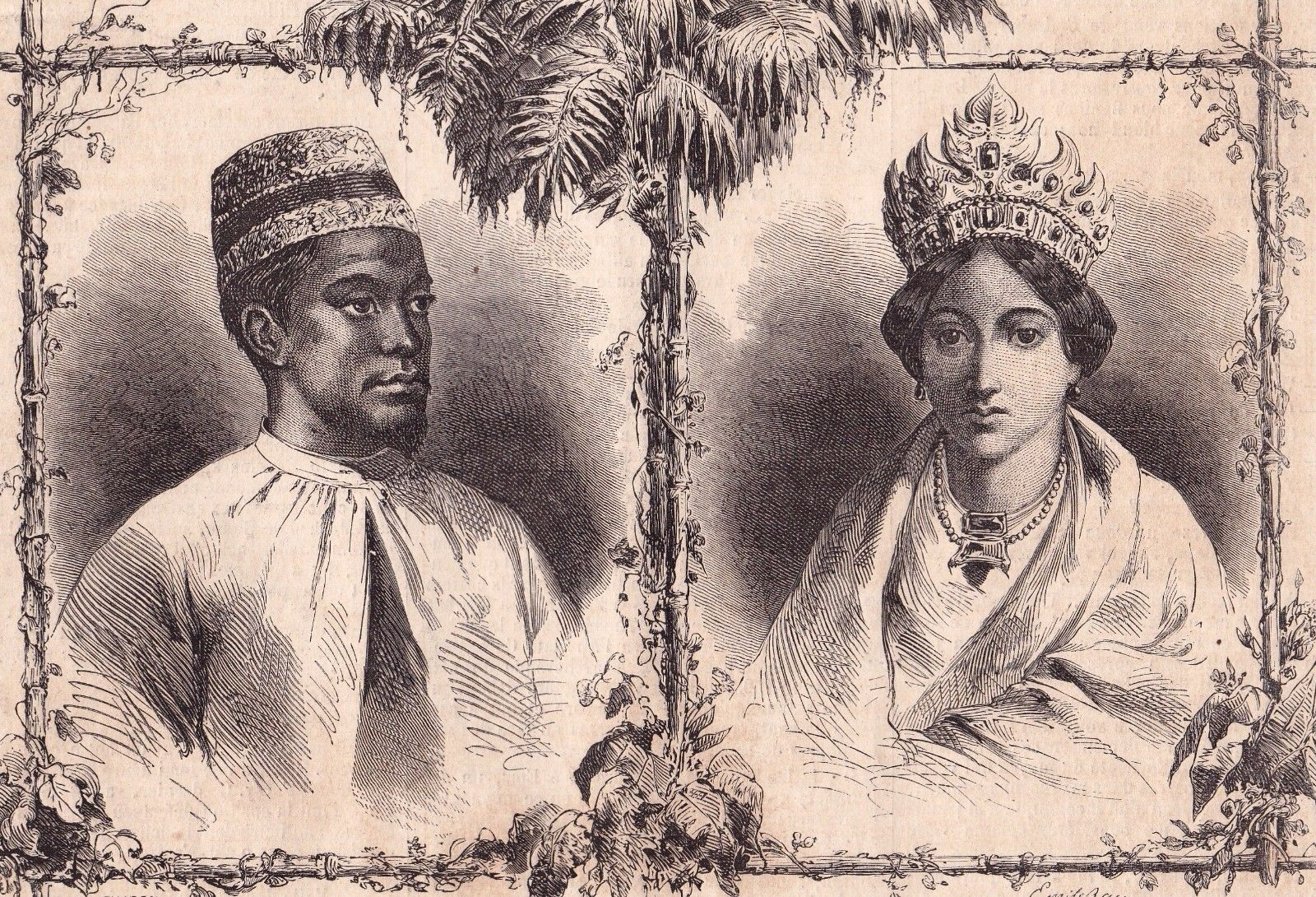
A szülei 1861-ben, Le Monde illustré

Édesanyja Dzsombe Szudi mohéli királynő (szultána). Anyja révén, aki a madagaszkári királyi házból, az Imerina-dinásztiából származott, Ramanetaka-Rivo (–1842) madagaszkári hercegnek és marsallnak, valamint Ravao (–1847) madagaszkári királynénak, I. Radama madagaszkári király harmadik feleségének volt az unokája. Szalima Masamba anyai nagyapja, Ramanetaka-Rivo herceg I. Radama halála (1828) után Radama egy másik feleségének, Ranavalonának a trónra jutása után, hogy mentse az életét, a Comore-szigetekre menekült, felvette az iszlámot és az Abdul Rahman nevet, majd 1830-tól Mohéli szigetének a szultánja lett.
Mohamed anyai nagyanyja, Ravao királyné pedig miután az első férje, I. Radama elvált tőle, feleségül ment annak rokonához, Ramanetaka-Rivo herceghez, és Radama főfeleségének, I. Ranavalonának a hatalomra kerülése után együtt menekült második férjével Mohélire, ahol őbelőle szultána lett. Majd Ramanetaka-Abdul Rahman halála után kiskorú lánya, Dzsombe Szudi lett az uralkodó, ő pedig lánya nevében átvette a régensséget, és hozzáment Ratszivandini tábornokhoz, aki az ő társrégense lett, de elvált tőle, és 1846-ban Szaid Abdul Rahman bin Szultan Alavi anjouani herceg felesége lett, viszont már a következő évben mérgezés következtében Mohéli fővárosában, Fomboniban elhunyt. Lánya, Mohamed anyja, Dzsombe Szudi királynő ekkor 10 éves volt.
Édesapja anyjának zanzibári férje, Szaidi Hamada Makadara herceg, Szaid ománi és zanzibári szultán unokatestvére volt. Idősebb öccséből és húgából is szultán lett: II. Abdul Rahman (ur: 1878–1885) és Szalima Masamba (ur.: 1888–1909).

## Testvérei
- Édestestvérei anyjának a férjétől, Szaidi (Szajjid) Hamada (Muhammad bin Nasszer Al-Buszaidi) Makadara (Mkadara) zanzibári és ománi hercegtől, Moheli hercegétől és régensétől, Szaid ománi és zanzibári szultán tanácsosától, 3 fiú:[3]
  - Mohamed bin Szaidi Hamadi Makadara (1859 körül–1874)
  - Abdul Rahman bin Szaidi Hamadi Makadara (1860 körül–1885), II. Abdul Rahman néven mohéli király (szultán) (ur.: 1878–1885)
  - Mahmud bin Szaidi Hamadi Makadara (1863–1898), Mohéli régense (ur.: 1889–1897)
- Féltestvérei az anyjának házasságon kívüli kapcsolatából, Émile Charles Marie Fleuriot de Langle (1837–1881) francia kereskedőtől, 2 gyermek:[4]
  - Bakoko[5] (?–1901) mohéli királyi herceg
  - Szalima Masamba (Ursula) bint Szaidi Hamadi Makadara (1874–1964), Mohli szultánja (királynője), férje Camille Paule (1867–1946) francia csendőr, 3 gyermek
- Féltestvérei az apjának ismeretlen nevű zanzibári ágyasától, 3 fiú:
  - Szaif bin Szaidi Hamadi Makadara (1836 körül–1874 körül), mostohaanyjának és sógornőjének, Dzsombe Szudi Fatima szultána-királynőnek a titkára: (1867–1874), felesége Dzsumbe Szalama (1839–1858 körül) mohéli hercegnő, I. Abdul Rahman mohéli király természetes lánya[6]
  - Abdullah bin Szaidi Hamadi Makadara
  - N. bin Szaidi Hamadi Makadara

## Élete
1859 körül született Mohéli fővárosában, Fomboniban. Hétéves volt, mikor édesanyja 1865 szeptemberében lemondott javára a trónról, és őt követte a trónon, bár az anyja régensként továbbra is uralkodott, immár kiskorú fia nevében. 
1874-ben Mohamed 15 évesen meghalt, és anyja lett újra a szultán. 